# 堀田正富
堀田 正富（ほった まさとみ）は、近江堅田藩の第5代藩主。堀田家正高流分家5代。第4代藩主・堀田正賓の長男。母は橋本氏。
宝暦8年（1758年）、父の死去により跡を継いだ。
子供は娘しか産まれなかったため、天明6年（1786年）3月26日に仙台藩主・伊達宗村の八男・中村村由（堀田正敦）を婿養子として迎え、天明7年（1787年）9月16日に隠居して家督を正敦に譲った。
寛政3年（1791年）11月3日、42歳で死去した。

## 系譜
父母
- 堀田正賓（父）
- 橋本氏（母） - 側室

子女
- 堀田正敦正室

養子
- 堀田正敦 - 伊達宗村の八男